# Nikokles (Soloi)
Nikokles (altgriechisch Νικοκλής Nikoklḗs), Sohn des Pasikrates, war ein Offizier Alexanders des Großen. Er entstammte dem Herrschergeschlecht der Stadt Soloi auf Zypern.
Er gehörte zu einer Gruppe von Zyprioten, die Alexander 326 v. Chr. am Hydaspes zu Trierarchen der Indusflotte ernannt hatte.